# サタンクロース
『サタンクロース』（Santa's Slay）は、2005年に公開されたビル・ゴールドバーグ主演のブラック・コメディ/クリスマス映画である。日本ではビデオスルーとなった。
アメリカ合衆国でのDVDリリースはライオンズゲート・ホームエンタテインメントが行った。

## あらすじ
サンタクロースの正体は、神に負けたサタンの息子で、1000年間大人しくしていたが、その1000年目がすぎ去る時、再び彼は暴れだすのだった。

## キャスト
※括弧内は日本語吹き替え
- ビル・ゴールドバーグ （楠大典）：サンタクロース
- ダグラス・スミス（岸尾だいすけ）：ニッキー
- エミリー・デ・レイヴィン（木下紗華）：マリー・マック
- ロバート・カルプ（水内清光）：おじいちゃん
- デイヴ・トーマス：ティモンズ牧師
- ソウル・ルビネック：グリーン氏
- レベッカ・ゲイハート：グウェン・メイソン
- クリス・カッテン：ジェイソン
- フラン・ドレシャー：バージニア
- アリシア・ローレン：ベス・メイソン
- アニー・ソレル：テイラー・メイソン
- ジェームズ・カーン：ダーレン・メイソン(クレジットなし)